# Roberto Gil
Roberto Gil, vollständiger Name José Roberto Gil Velo, (* im 20. Jahrhundert) ist ein ehemaliger uruguayischer Fußballspieler.

## Karriere

### Verein
Gil spielte von 1961 bis 1967 für die Rampla Juniors. In der Spielzeit 1968 stand er in der Primera División im Kader des Club Atlético Peñarol. Sein Verein gewann in jener Saison die Uruguayische Meisterschaft. Von 1969 bis 1971 war er für den Racing Club de Montevideo aktiv. In den Jahren 1972 bis 1974 schloss sich ein Engagement bei Huracán Buceo an. Dem folgte 1975 eine Karrierestation bei Bella Vista. 1977 bis 1978 wird er als Spieler des Club Atlético Rentistas geführt.

### Nationalmannschaft
Gil war Mitglied der A-Nationalmannschaft Uruguays, für die er von seinem Debüt am 6. Mai 1964 bei der 1:2-Niederlage gegen das englische Nationalteam bis zu seinem letzten Einsatz am 15. Mai 1966 im Rahmen der Copa Artigas beim 2:2-Unentschieden gegen Paraguay insgesamt acht Länderspiele absolvierte. Ein Länderspieltor erzielte er nicht. Unter anderem kam er in den beiden WM-Qualifikationsspielen gegen die Auswahl Perus am 6. und 13. Juni 1965 zum Einsatz. Die weiteren Gegner in den Länderspielen mit seiner Beteiligung waren Österreich (14. Mai 1964), die UdSSR (20. Mai 1964), die DDR (3. Januar 1965) und Paraguay (25. April 1965).

### Erfolge
- Uruguayischer Meister: 1968